# Министерство сельского хозяйства и пищевой промышленности Республики Молдова
Министерство сельского хозяйства и пищевой промышленности Республики Молдова (рум. Ministerul Agriculturii și Industriei Alimentare al Republicii Moldova) — одно из 14 министерств Правительства Республики Молдова.

## Руководство
- Министр — Людмила Катлабуга
- Генеральный секретарь — Сергей Герчиу
- Госсекретари — Василий Шарбан, Андриан Диголян, Юрий Скрипник и Александра Шиян

## Список министров сельского хозяйства и пищевой промышленности Республики Молдова
| №  | Министр            | Дата назначения  | Дата освобождения | Примечания                                     |
| -- | ------------------ | ---------------- | ----------------- | ---------------------------------------------- |
| 1  | Андрей Сангели     | 6 июня 1990      | 1 июля 1992       | первый вице-премьер-министр                    |
| 2  | Виталий Горинчой   | 1 июля 1992      | 24 января 1997    |                                                |
| 3  | Георгий Лунгу      | 25 января 1997   | 22 мая 1998       |                                                |
| 4  | Валерий Булгарь    | 22 мая 1998      | 21 декабря 1999   |                                                |
| 5  | Ион Руссу          | 21 декабря 1999  | 19 апреля 2001    |                                                |
| 6  | Дмитрий Тодорогло  | 19 апреля 2001   | 19 апреля 2005    | вице-премьер-министр                           |
| 7  | Анатолий Городенко | 19 апреля 2005   | 25 сентября 2009  |                                                |
| 8  | Валерий Косарчук   | 25 сентября 2009 | 27 декабря 2010   |                                                |
| 9  | Василий Бумаков    | 14 января 2011   | 18 февраля 2015   |                                                |
| 10 | Ион Сула           | 18 февраля 2015  | 20 января 2016    |                                                |
| 11 | Эдуард Грама       | 20 января 2016   | 20 марта 2017     |                                                |
| —  | Юрий Ушурелу       | 20 марта         | 26 июля 2017      | и. о.                                          |
| 12 | Василий Бытка      | 26 июля          | 21 декабря 2017   |                                                |
| 13 | Ливий Волконович   | 10 января        | 18 сентября 2018  |                                                |
| 14 | Николай Чубук      | 25 сентября 2018 | 8 июня 2019       |                                                |
| 15 | Джорджета Минку    | 8 июня           | 12 ноября 2019    | и. о. 12—14 ноября 2019                        |
| 16 | Ион Пержу          | 14 ноября 2019   | 23 декабря 2020   | и. о. 23 декабря 2020 — 6 августа 2021         |
| 17 | Виорел Герчиу      | 6 августа 2021   | 8 июля 2022       |                                                |
| 18 | Владимир Боля      | 8 июля 2022      | 19 ноября 2024    | вице-премьер-министр и. о. 10—16 февраля 2023; |
| 19 | Людмила Катлабуга  | с 19 ноября 2024 |                   |                                                |

## Отделы и Подведомственные Органы
- Государственная Комиссия по испытанию сортов растений
- Центр повышения Квалификации в Области Механизации сельского Хозяйства
- Методический центр Образования
- Агентство по Интервенциям Платежей в области сельского Хозяйства
- Блок Усиления по Внедрению и Мониторингу Программы Реструктуризации предприятий виноградарско-винодельческого сектора
- Национальный Офис Винограда и Вина
- Специальная Служба по Противодействия Гидрометеорологическим процессам
- Агентство по Развитию и Модернизации сельского Хозяйства
- Блок усиления по Реализации программ IFAD
- Государственная инспекция по Техническому Надзору “Intehagro”
- Блок Усиления по Внедрению и надзору за Проектами в области сельского Хозяйства, финансируемых Всемирным банком
- Государственный Центр по Аттестации и Апробации средств Фитосанитарного Назначения и средств, повышающих плодородие почвы
- Государственное учреждение-Фонд Устойчивого Развития Молдова